# Southend-on-Sea

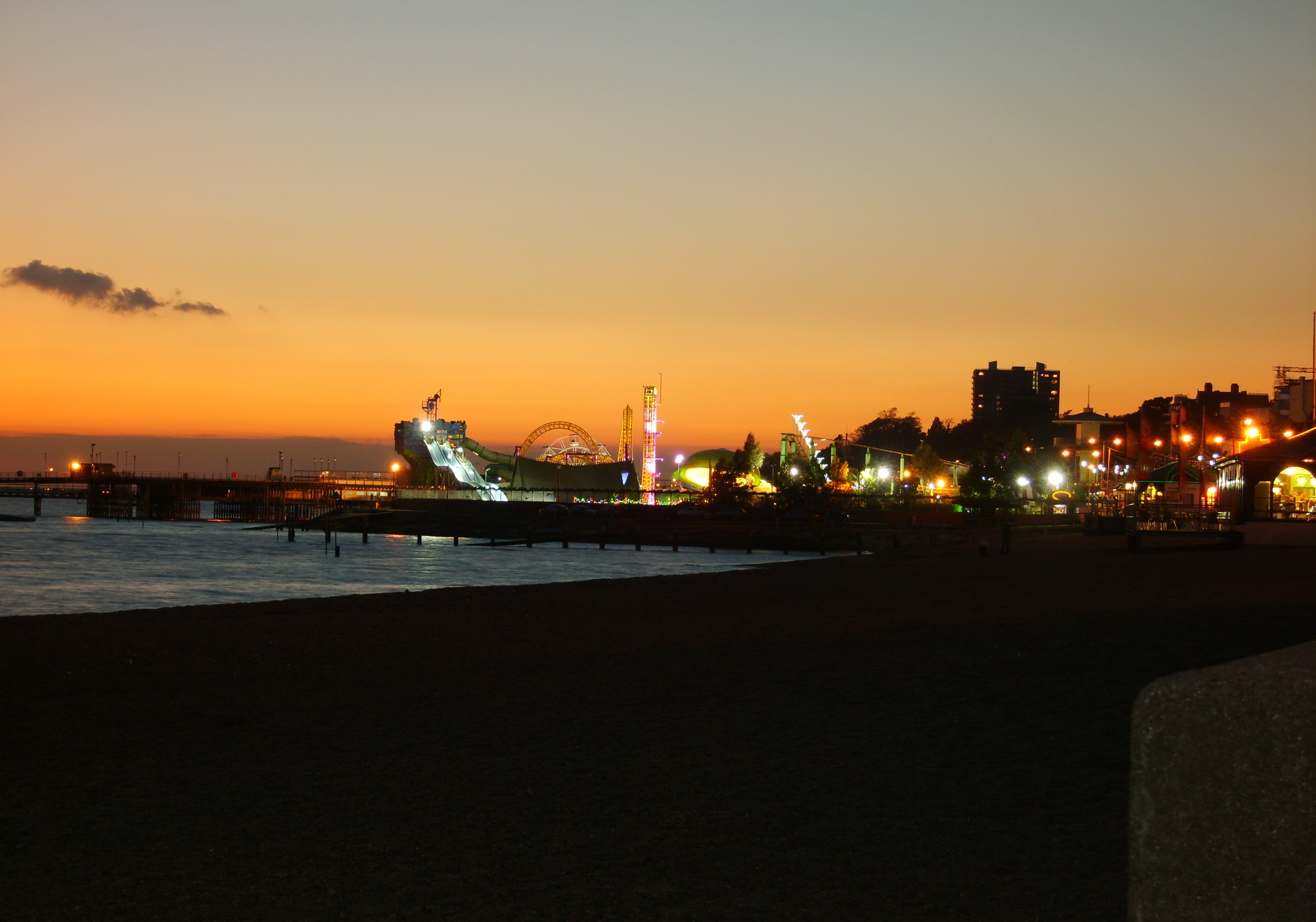
Zachód słońca w Southend, widok na Adventure Island 20.10.2007

Southend-on-Sea – miasto (city) w południowo-wschodniej Anglii (Wielka Brytania), w hrabstwie ceremonialnym Essex, w dystrykcie (unitary authority) Southend-on-Sea, położone 65 km na wschód od centrum Londynu na północnym brzegu estuarium Tamizy. W 2021 roku miasto liczyło 182 305 mieszkańców.

## Podział administracyjny
W skład miasta Southend-on-Sea wchodzą dzielnice Chalkwell, Eastwood, Leigh-on-Sea, Prittlewell, Shoeburyness, Southchurch, Thorpe Bay, Westcliff-on-Sea.
Do miasta przylegają także inne ośrodki miejskie, takie jak: Rayleigh, Hadleigh, South Benfleet, Thundersley, Daws Heath, miasta te należą jednak do innego obrębu administracyjnego (ang. District) - Rochford i Castle Point.

## Atrakcje miasta
W mieście znajduje się najdłuższe molo na świecie (2158 m), po którym jeździ kolejka napędzana silnikiem Diesla, która zastąpiła działającą od 1890 roku kolejkę elektryczną. W październiku 2005 roku na końcu mola wybuchł pożar.
Wesołe miasteczko „Wyspa Przygód” (ang. Adventure Island), teatr m.in. w budynku Cliffs Pavilion w Westcliffie, kino Odeon oraz liczne kasyna, kręgielnie, korty  tenisowe, oraz parki między innymi: Southchurch Park, Priory Park, Chalkwell Park, Woodgrange Park. Głównymi miejscami spotkań są bary, a także dyskoteki. Southend posiada bardzo długą, kamienisto-piaskową plażę wzdłuż której położone są domki. Latem prowadzone są lekcje windsurfingu i innych sportów wodnych. Wzdłuż promenady, w stronę Westcliff, mieszczą się puby oraz miejsca gier.

## Transport

### Drogi
Dwa główne połączenia drogowe A-Roads łączące Southend z Londynem i resztą kraju, A127 czyli Southend Arterial Road przez Basildon i Romford (dawniej część międzynarodowej drogi samochodowej E108) oraz A13 przez Tilbury i London Docklands. Drogi te łączą się na autostradzie M25.

### Autobusy
Publiczny transport autobusowy w Southend prowadzony jest przez dwa główne przedsiębiorstwa Arriva Southend oraz First Essex Buses. Inne mniejsze przedsiębiorstwa autobusowe to Stephensons of Essex i Regal Busways.

### Koleje
Southend obsługiwany jest w dwie linie kolejowe: Great Eastern Railway oraz c2c. Stacje kolejowe w Southend to: Shoeburyness, Thorpe Bay, Southend East, Southend Central, Chalkwell, Leigh-on-Sea należące do sieci c2c oraz Southend Victoria, Prittlewell należące do Great Eastern Railway. Łącznie w mieście jest 8 stacji kolejowych, główną jest Southend Central.

### Port lotniczy London-Southend
W Southend znajduje się port lotniczy, który poza easyJet and Aer Lingus i kilkoma sezonowymi połączeniami w okresie wakacyjnym obsługuje prywatne samoloty i helikoptery oraz cargo. Odbywają się tutaj treningi pilotów (Southend Aeroclub) oraz pokazy lotnicze.

## Kultura
- Romeo Must Die – grupa muzyczna
- The Horrors – rockowa grupa muzyczna
- Nothing But Thieves - rockowa grupa muzyczna

## Sport
- Southend United F.C. – klub piłkarski

## Polonia
Polska Sobotnia Szkoła

## Miasta partnerskie
- Sopot